# Chelonus empherus
Chelonus empherus är en stekelart som beskrevs av Mccomb 1968. Chelonus empherus ingår i släktet Chelonus och familjen bracksteklar. Inga underarter finns listade i Catalogue of Life.